# فود نت‌ورک
فود نت‌ورک (به انگلیسی: Food Network) وب‌گاهی است به زبان انگلیسی که در زمینه آشپزی و غذاهای گوناگون برخط می‌باشد. 